# Cryptus lundbladi
Cryptus lundbladi là một loài tò vò trong họ Ichneumonidae.